# Pomnik Papuszy w Gorzowie Wielkopolskim
Pomnik Papuszy w Gorzowie Wielkopolskim – pomnik przedstawiający romską poetkę Papuszę, związaną z Gorzowem.

## Papusza w Gorzowie
Papusza mieszkała w Gorzowie Wielkopolskim od roku 1953, co było wynikiem odgórnie narzuconego przez władzę nakazu osiedlenia. W 1981, starą i schorowaną, przyjęła pod opiekę siostra, Janina Zielińska z Inowrocławia.

## Lokalizacja
Pomnik odsłonięty został 8 listopada 2007 roku w parku Wiosny Ludów – miejscu częstego przebywania poetki i wróżenia przechodniom. Uroczystego odsłonięcia pomnika dokonała Alfreda Markowska, gorzowianka i przedstawicielka społeczności romskiej, która dzieciństwo i młodość spędziła w taborze razem z Papuszą. Autorką projektu jest gorzowska artystka rzeźbiarka Zofia Bilińska.

## Opis
Rzeźba wysokości około 130 cm i wadze około 400 kg, wykonana z brązu. Pomnik ukazuje poetkę siedzącą na pniu drzewa ze złożonymi rękami i tomikiem wierszy na kolanach, z którego wypadają karty do wróżenia.
Obok znajduje się tablica autorstwa artysty rzeźbiarza Andrzeja Moskaluka z napisem:

"Cygańska poetka Bronisława Wajs-Papusza. 1908-1987. Wykonana przez art. plastyka Zofię Bilińską przekazana Wojewódzkiej i Miejskiej Bibliotece Publicznej w Gorzowie Wlkp. przez Generalnego Wykonawcę nowego budynku biblioteki. SKANSKA. Gorzów 30.11.2007"

{{Cytat}} Linki zewnętrzne: "źródło".